# 이소희 (농구 선수)
이소희(2000년 8월 7일~)는 대한민국의 농구 선수이다. 현재 한국여자프로농구(WKBL) 부산 BNK 썸 소속으로, 포지션은 콤보 가드이다.

## 경력
인성여고 3학년이던 2019년 1월 8일에 열린 WKBL 신입선수 선발회에서 1라운드 전체 2순위로 OK저축은행 읏샷에 지명되었다. 열흘 뒤인 1월 18일, 아산 우리은행 위비와의 경기에서 교체 선수로 출전하며 데뷔전을 치렀다. 11분간 3점 슛 하나로 3득점, 리바운드 1개, 스틸 1개를 성공하며 팀의 승리에 기여하였다. 경기 후 OK저축은행 정상일 감독은 "스피드 100점, 근성 100점, 수비 100점"이라며 만족을 표했고, 상대팀 우리은행의 위성우 감독은 "빠르고 당찬 것이 돋보였다"고 평가하였다. 3월 8일에 열린 팀의 정규리그 마지막 경기 우리은행전에서는 40분간 출전하며 본인 최다 득점 기록인 21득점을 기록하였다. 데뷔 시즌 총 15경기에 출전하며 경기당 17분 출전, 7.33득점, 2리바운드 등을 기록하였다. 2018-19 시즌 종료 후 열린 정규리그 시상식에서 동기 박지현과 신인선수상 후보에 올랐으나 수상에는 실패하였다.

## 기록
| 시즌    | 팀                   | G  | MPG   | 2P%  | 3P%  | FT%  | RPG  | APG  | SPG  | BPG  | PPG  |
| ------- | -------------------- | -- | ----- | ---- | ---- | ---- | ---- | ---- | ---- | ---- | ---- |
| 2018-19 | 수원 OK저축은행 읏샷 | 15 | 17.35 | 47.1 | 30.3 | 80.0 | 2.00 | 0.80 | 0.80 | 0.07 | 7.33 |
| 2019-20 | 부산 BNK 썸          | 9  | 20.34 | 26.5 | 25.0 | 60.0 | 3.44 | 1.33 | 1.33 | 0.00 | 3.67 |

## 출연
- 《다큐공감》 319회 〈열아홉, 나는 전설이 되고싶다〉 (2019년 9월 29일, KBS 1TV)